# Romuald Drozdowski
Romuald Oleg Drozdowski (ur. 31 maja 1896 w Czortkowie, zm. wiosną 1940 w Katyniu) – kapitan geograf Wojska Polskiego, działacz niepodległościowy, ofiara zbrodni katyńskiej.

## Życiorys
Syn Włodzimierza i Marii. W 1914 został absolwentem c. k. gimnazjum w Buczaczu. W czasie I wojny światowej walczył w szeregach 2 pułku piechoty. Od 1918 w Wojsku Polskim, uczestnik wojny 1920 r. w 3 pułku piechoty Legionów. 
W okresie międzywojennym pozostał w wojsku. W 1923 w stopniu porucznika (starszeństwo z dniem 1 kwietnia 1921 i 1 lokatą w korpusie oficerów administracji) służył tymczasowo w Dowództwie Okręgu Korpusu nr III w Wydziale Superrewizyjno-Inwalidzkim i był oddelegowany do III Batalionu Sanitarnego na stanowisku oficera sanitarno-administracyjnego. Następnie pełnił różne funkcje dowódczo-sztabowe w DOK III. W 1928 służył w Wojskowym Instytucie Geograficznym. 27 czerwca 1935 prezydent RP nadał mu stopień kapitana z dniem 1 stycznia 1935 i 8. lokatą w korpusie oficerów geografów.
W czasie kampanii wrześniowej 1939 służył w WIG jako kierownik grupy kreślarskiej. Razem z Instytutem ewakuowany na wschód. Wzięty do niewoli przez Sowietów 17.09.1939 w miejscowości Hoszcza w powiecie równieńskim, osadzony w obozie w Putywlu. W listopadzie 1939 przeniesiony do obozu jenieckiego w Kozielsku. Między 3 a 5 kwietnia 1940 przekazany do dyspozycji naczelnika smoleńskiego obwodu NKWD – lista wywózkowa bez numeru, poz. 9, akta osobowe nr 2007 z 2 kwietnia 1940. Został zamordowany między 4 a 7 kwietnia 1940 przez funkcjonariuszy NKWD w lesie katyńskim i pogrzebany w bezimiennej mogile zbiorowej, gdzie od 28 lipca 2000 mieści się oficjalnie Polski Cmentarz Wojenny w Katyniu. W miejscu tym prowadzone były ekshumacje i prace archeologiczne. Zidentyfikowany podczas ekshumacji prowadzonej przez Niemców w 1943 pod numerem 2325 – dosł. określony jako Drozdowski Romolt Stefan, zapis w dzienniku ekshumacji pod datą 18 maja 1943. Przy jego zwłokach odnaleziono: kartę szczepienia oraz kalend. kieszonkowy. Ostatnie wiadomości od Romualda Drozdowskiego z Katynia rodzina otrzymała pocztą w marcu 1940. Figuruje na liście Komisji Technicznej PCK pod numerem 02325. Krewni do 1948 poszukiwali informacji przez Biuro Informacji i Badań Polskiego Czerwonego Krzyża w Warszawie.
Był żonaty z Wandą z Grzegorzewskich, z którą miał córkę Krystynę i syna Andrzeja.

## Ordery i odznaczenia
- Krzyż Niepodległości[18]
- Krzyż Walecznych dwukrotnie[18]
- Srebrny Krzyż Zasługi[19]
- Krzyż Kampanii Wrześniowej – pośmiertnie 1 stycznia 1986[20]

## Upamiętnienie
5 października 2007 minister obrony narodowej Aleksander Szczygło mianował go pośmiertnie na stopień majora. Awans został ogłoszony 9 listopada 2007 w Warszawie, w trakcie uroczystości „Katyń Pamiętamy – Uczcijmy Pamięć Bohaterów”.
25 listopada 2022, w ramach akcji „Katyń... pamiętamy” / „Katyń... Ocalić od zapomnienia”, w Blachowni odsłonięto tablicę pamiątkową, a także zasadzono Dąb Pamięci, honorujący Romualda Drozdowskiego. W uroczystości tej m.in. brała udział jego prawnuczka Altea Leszczyńska.